# 库纳尔多
库纳尔多（義大利語：Cunardo），是意大利瓦雷泽省的一个市镇。总面积6平方公里，人口2885人，人口密度480.8人/平方公里（2009年）。国家统计（ISTAT）代码为012060。